# Johann Georg Palitzsch
Pour les articles homonymes, voir Palitzsch.
Johann Georg Palitzsch (né le 11 juin 1723 à Prohlis, un quartier de Dresde, mort le 21 février 1788 au même endroit) est un astronome allemand devenu célèbre pour avoir été le premier à observer le retour de la comète de Halley, le jour de Noël 1758. La nature périodique de cette comète avait été prévue par Edmond Halley en 1705, mais le découvreur était mort sans avoir pu vérifier sa prévision.

## Biographie
Élevé pour devenir fermier sous l'autorité d'un père strict, Johann Georg Palitzsch, animé par sa foi protestante, étudie secrètement l'astronomie dans des livres qu'il s'est procurés, principalement Vorhof der Sternwissenschaft (Le parvis de l'astronomie) de Christian Pescheck (de). Il apprend également le latin et, à l'âge de 21 ans, hérite de la ferme, ce qui lui permet de construire son propre jardin botanique, une bibliothèque, un laboratoire et un musée. Il reçoit le soutien de divers donateurs, dont le roi d'Angleterre. Mais la guerre entre la Prusse et l'Autriche met fin à ses ambitions.
À sa mort, Palitzsch laisse une bibliothèque de 3 500 livres, en partie constituée de copies manuscrites d'ouvrages scientifiques qu'il n'avait pu acheter en raison de leur coût.
Un cratère d'impact et une vallée de la Lune portent son nom, ainsi que l'astéroïde (11970) Palitzsch.

## Publications
- « Observations on the obscuration of the star Algol, by Palitch, a farmer. Communicated in a letter from the Count de Bruhl, F. R. S. to Sir Joseph Banks, Bart. P. R. S. », dans Philosophical Transactions of the Royal Society of London,, t. 74 (1784), p. 4
- « Further observations upon Algol », dans Philosophical Transactions of the Royal Society of London,, vol. 74, p. 5